# Икарбус
Икарбус је била фабрика аутобуса и специјалних возила, уједно је после новосадског “Необуса” била и највећи произвођач аутобуса у југоисточној Европи. Првобитни назив фабрике је био „Икарус“, међутим због сличности и проблема са мађарском фабриком Икарус која је то име заштитила, назив фабрике од 1992. је промењен у „Икарбус“.

## Историја
Икарбус је основан 20. новембра 1923. у Новом Саду као Икарус прва фабрика аеро и хидроплана на Балкану. Темеље јој је ударио Димитрије Коњовић, пилот, поморски официр и чувени српски индустријалац. Први авион у Икарусу је произведен већ марта 1924. Био је то школски ваздухоплов типа „брандебург“. Фабрика је 1932. пресељена у Београд. Фабрика је током Другог светског рата прилично разрушена савезничким бомбардовањем 1944. После ослобођења Југославије и национализације фабрике 1946. године настављена је производња. У периоду од 1951. до 1962. године војни програм фабрике Икарус је потпуно замењен цивилним програмом. Пресељењем производње авиона у нову фабрику авиона СОКО Икарус прелази на производњу каросерија за аутобусе и доставна возила. Седамдесетих година у погонима нове фабрике поред аутопута Београд–Загреб почиње производња аутобуса.
Производни погони Икарбуса капацитета 750 возила годишње, смештени су у Земуну, у близини Аеродрома „Никола Тесла“. Фабрика запошљава 750 радника свих профила. Икарбусу је последњих година додељен велики број значајних признања на престижним међународним сајмовима (Београд, Москва, Верона) а званично је најбољи корпоративни бренд у области аутомобилске индустрије у Србији.
Прошле године, Икарбус је започео серијску производњу најсавременијих минибусева за европско тржиште на основу документације добијене од италијанске компаније „Бредаменаринибус“ са којом је склопљен дугогодишњи уговор о стратешком партнерству. Такође, стартовала је производња најмодернијих амбулантних возила по лиценци француске фирме „ТИБ(TIB)“.
Међуградски аутобус IK-312 и нископодни зглобни аутобус IK-218 су најновији модели произведени у Икарбусу. Настали су у тесној сарадњи са партнерском компанијом „Бредаменаринибус“ из Италије. Премијерно су приказани на Међународном сајму аутобуса у Верони крајем новембра 2007.

## Приватизација и стечај
Године 2019, Икарбус је приватизован од стране кинеске компаније ЛГНЕА која је откупила више од 51% капитала фабрике као и дуг од 9,5 милиона евра који је Икарбус имао према повериоцима. Иако је првенствено најављивано проширење производног програма уз задржавање постојећих модела, до данас није дошло до покретања производње. 2020. године свим радницима Икарбуса понуђен је социјални програм и напуштање предузећа. 25. новембра 2022. године, Икарбус званично проглашава стечај и као фабрика формално престаје да постоји.

## Производи

### Производни програм
Градски аутобуси
- Икарбус ИК-103
- Икарбус ИК-112
- Икарбус ИК-112ЛЕ
- Икарбус ИК-206Икарбус ИК-112М у власништву ГСП Београд
- Икарбус ИК-218

Минибус
- Икарбус ИК-107
- Икарбус ИК-308

Међуградски аутобуси
- Икарбус ИК-312

Туристички аутобуси
- Икарбус ИК-412
- Икарбус ИК-415

Амбуланта
- Тип А
- Тип Б
- Тип Ц

- Градски нископодни соло аутобус ИК-112Н ГСП Београд
- Градски нископодни зглобни аутобус ИК-218Н ГСП Београд
- Градски соло аутобус ИК-103 саобраћајног предузећа Ласта
- Градски зглобни аутобус ИК-206 саобраћајног предузећа Ласта
- Градски минибус ИК-107 приватног градског превозника Банбус
- Амбулантно возило произведено по француској лиценци у Икарбусу

### Некадашњи производни програм
Модели произвођени пре преименовања предузећа:
- Икарус ИК-4
- Икарус ИК-5А и Икарус ИК-5Б
- Икарус ИК-61
- Икарус ИК-83
- Икарус ИК-105
- Икарус ИК-108
- Икарус ИК-110
- Икарус ИК-102 - производња настављена и после преименовања
- Икарус ИК-111 - производња настављена и после преименовања
- Икарус ИК-160
- Икарус ИК-161 - производња настављена и после преименовања
- Икарус ИК-166 - производња настављена и после преименовања

Модели произвођени после преименовања предузећа 1993:
Градски аутобуси
- Икарбус ИК-101
- Икарбус ИК-102
- Икарбус ИК-104
- Икарбус ИК-106
- Икарбус ИК-201
- Икарбус ИК-202
- Икарбус ИК-203

Међуградски аутобуси
- Икарбус ИК-301
- Икарбус ИК-302

Туристички аутобуси
- Икарбус ИК-401
- Икарбус ИК-402
- Икарбус ИК-404